# Björn Estridsson
Björn Estridsson (auch: Beorn oder Bjørn Estrithson; † 1049 in Dartmouth, ermordet) war ein Sohn von Ulf Jarl und Estrid Svendsdatter, der Schwester von Knut dem Großen, König von Dänemark, Norwegen und England.

## Leben
Sein älterer Bruder Sven Estridsson (ca. 1020–1076) regierte ab 1042 als Jarl, ab 1047 als König von Dänemark und begründete das von 1047 bis 1375 regierende Königshaus Haus Estridsson.
Björn ließ sich in England nieder, wo viele seiner Verwandten hohe Positionen innehatten. Er selbst regierte ein Earldom in den heutigen East Midlands.
1047 floh Björns Vetter Sweyn Godwinson aus England. Gemeinsam mit Harold Godwinson profitierte er von der Abwesenheit Sweyns, als er einen Teil dessen Güter zuerkannt bekam.
Als Sweyn nach England zurückkehrte und versuchte, vom König ein Pardon zu erhalten, weigerten sich Björn und Harold, das Land zurückzugeben. Mit drei anderen wurde Björn von Sweyn nach Bosham (West Sussex) gelockt, wo er gefangen genommen wurde. Er wurde per Schiff nach Dartmouth gebracht, dort wurde er getötet und sein Körper begraben. Harold Godwinson ließ Björn später neben seinem Onkel Knut dem Großen im Old Minister, Winchester bestatten.
Beorn könnte einen Sohn gehabt haben. Morkinskinna erwähnt einen Åsmund, Neffen von Sweyn Estridsson, der explizit als Sohn von Björn, dem Bruder des Königs, bezeichnet wird. Die  Harald Hardrådes saga, Teil der Heimskringla, nennt den gleichen Åsmund als Sohn der Schwester von Sweyn.